# Chlidonoptera roxanae
Chlidonoptera roxanae — вид богомолів родини Hymenopodidae. Описаний у 2020 році.

## Етимологія
Вид названо на честь старшої доньки автора таксона, якою була вагітна дружина науковця під час його експедиції до Центральноафриканської Республіки.

## Поширення
Ендемік Центральноафриканської Республіки. Типові зразки зібрані у 2012 році у національному парку Дзанга-Ндокі. Деревний вид. Живе під пологом тропічного дощового лісу.

## Опис
Тіло завдовжки 26-30 мм. Від інших представників роду відрізняється пропорцією частин тіла та будовою геніталій.